# Вільяльба-де-лос-Алькорес
Вільяльба-де-лос-Алькорес (ісп. Villalba de los Alcores) — муніципалітет в Іспанії, у складі автономної спільноти Кастилія-і-Леон, у провінції Вальядолід. Населення — 474 особи (2010).
Муніципалітет розташований на відстані близько 190 км на північний захід від Мадрида, 25 км на північний захід від Вальядоліда.

## Демографія
Динаміка населення (INE ):

## Галерея зображень

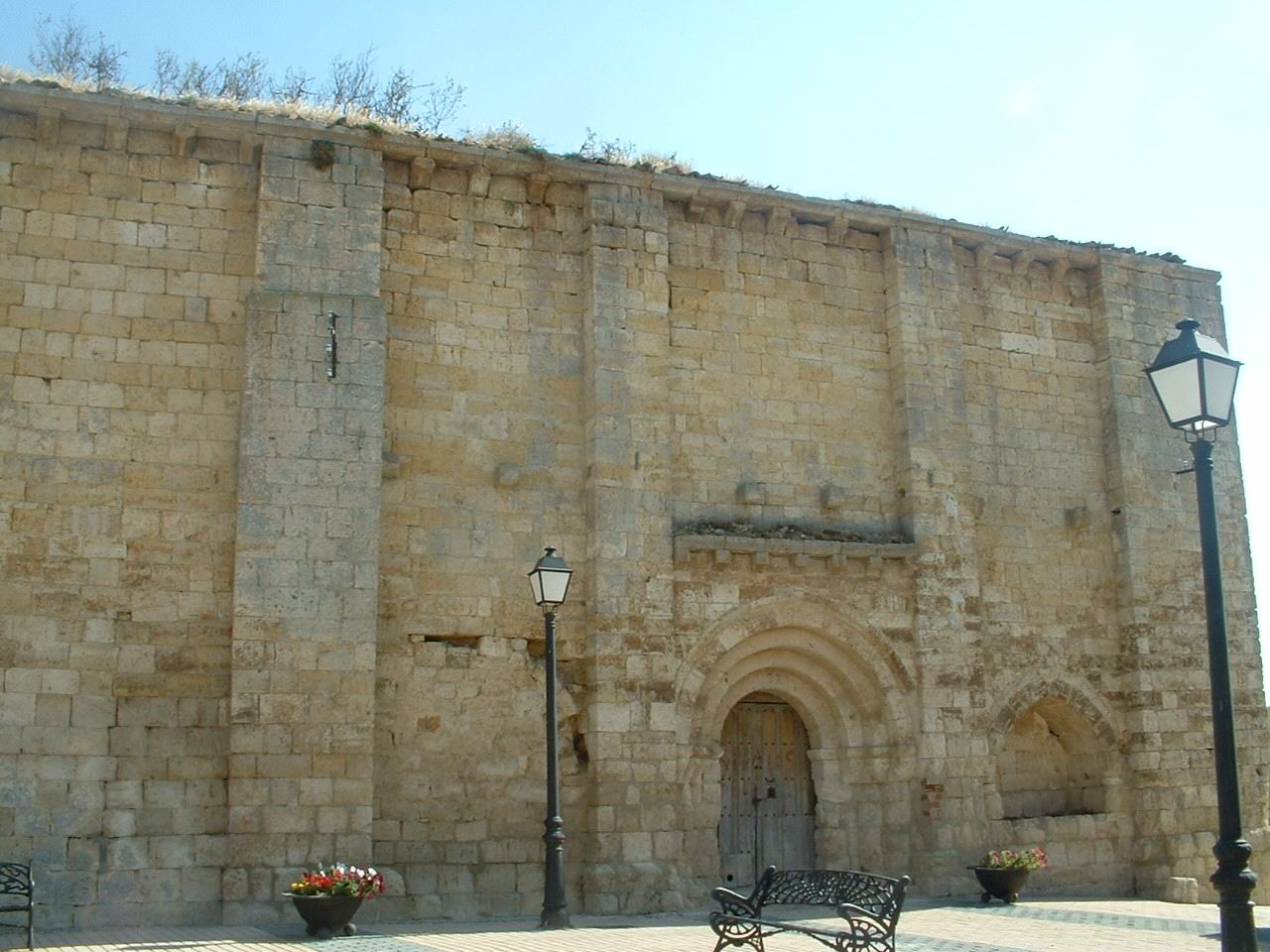
Церква Санта-Марія-дель-Темпло